# Jason Segel
Jason Jordan Segel (Los Angeles, 18 januari 1980) is een Amerikaans acteur en scenarioschrijver. Hij werd tweemaal genomineerd voor de Satellite Award voor beste oorspronkelijke lied voor de nummers Man or Muppet (samen met componist Bret McKenzie) en Life's a Happy Song (samen met componist McKenzie en medezanger Amy Adams) die hij zingt in The Muppets, een poppenfilm die hij samen met Nicholas Stoller zelf schreef.  Segel maakte in 1998 zijn film- en acteerdebuut als Matt in de romantische komedie Can't Hardly Wait. Behalve in films speelt hij wederkerende rollen in verschillende televisieseries, waarvan die als Marshall Eriksen in de komedieserie How I Met Your Mother de omvangrijkste is. 
Segel groeide op in Pacific Palisades. In zijn schooltijd acteerde hij in lokale theaterproducties. Na zijn filmdebuut en een paar kleine rolletjes in verschillende andere films, kreeg hij in 1999 een vaste aanstelling als Nick Andopolis in de tienerserie Freaks and Geeks. Segel debuteerde in 2008 als scenarioschrijver met de romantische filmkomedie Forgetting Sarah Marshall, waarin hij zelf ook een hoofdrol speelt. Met regisseur Nicholas Stoller schreef hij vervolgens samen The Muppets (2011) en The Five-Year Engagement (2012).

## Filmografie (acteur)
*Exclusief televisiefilms
- Our Friend - Dane Faucheux (2019)
- Come Sunday - Henry (2018)
- The Discovery - Will Harbor (2017)
- The End of the Tour - David Foster Wallace (2015)
- Sex Tape - Jay (2014)
- This Is the End - zichzelf (2013)
- This Is 40 - Jason (2012)
- The Five-Year Engagement - Tom Solomon (2012)
- The Muppets - Gary (2011)
- Jeff, Who Lives at Home - Jeff (2011)
- Friends with Benefits - Brice (2011)
- Bad Teacher - Russell Gettis (2011)
- Gulliver's Travels - Horatio (2010)
- Despicable Me - Vector (2010, stem)
- I Love You, Man - Sydney Fife (2009)
- Forgetting Sarah Marshall - Peter Bretter (2008)
- Knocked Up - Jason (2007)
- The Good Humor Man - Smelly Bob (2005)
- Lollilove - Jason (2004)
- 11:14 - Leon (2003)
- Slackers - Sam Schechter (2002)
- New Jersey Turnpikes - ... (1999)
- SLC Punk! - Mike (1998)
- Dead Man On Campus - Kyle (1998)
- Can't Hardly Wait - Matt (1998)

## Televisieseries (acteur)
*Exclusief eenmalige gastrollen
- Dispatches from Elsewhere - Peter (2020, 10 afleveringen)
- How I Met Your Mother - Marshall Eriksen (2005-2014, 208 afleveringen)
- CSI: Crime Scene Investigation - Neil Jansen (2004-2005, drie afleveringen)
- Undeclared - Eric (2001-2002, zeven afleveringen)
- Freaks and Geeks - Nick Andopolis (1999-2000, achttien afleveringen)

## Filmscenario's
- The Five-Year Engagement (2012, samen met Nicholas Stoller)
- The Muppets (2011, samen met Nicholas Stoller)
- Forgetting Sarah Marshall (2008)
- Jeff, Who Lives at Home (2011)